# تشارلز إيفانز (سياسي)
تشارلز إيفانز هو فلاح وسياسي كندي، ولد في 8 سبتمبر 1882 في كندا، وتوفي في 29 أكتوبر 1947. حزبياً، نشط في الحزب الليبرالي الكندي. وقد انتخب عضو مجلس العموم الكندي.